# Street Scene (opera)
Street Scene är en opera (An American Opera) i två akter med musik av Kurt Weill och text av Elmer Rice efter hans eget skådespel Street Scene (Pulitzerpriset 1929). Sångtexterna skrevs av Langston Hughes.

## Historia
Weill var begeistrad över den amerikanska publikens sätt att snabbt anamma och uppskatta musikteater. Därför planerade han en amerikansk opera, där språket skulle gå över i musik och tvärtom på ett helt naturligt sätt. För att uppnå det här målet tog han itu med ett genuint amerikanskt ämne, som han redan var förtrogen med från sin tid i Berlin: Elmer Rices drama Vid 37:a gatan (Street Scene). Till en början avböjde Rice förslaget att skriva en opera byggd på pjäsen. Tio år senare skrev han librettot tillsammans med Langston Hughes. Kärlekshistorien mellan Rose och Sam gavs större betydelse och uppgörelsen med antisemitismen hamnade i bakgrunden. Men i detaljfrågorna krävdes det långa diskussioner innan Rice var beredd att anpassa sin text.
På det musikaliska planet uppnådde Weill en syntes mellan opera och musikal. Med hjälp av ledmotiv gav han verket stabilitet och ofta ackompanjerades av orkestern, en teknik lånad från filmkonsten. Operan spelades på prov först i Philadelphia men publiken uteblev trots att kritiken genomgående var positiv. Ändringar gjordes och sedan uruppfördes operan den 9 januari 1947 på Adelphi Theatre på Broadway i New York. Samma år mottog Weil den första Tony Award för Bästa musik.
När verket uppfördes i Düsseldorf 26 november 1955 ledde en artikel av Theodor Adorno till skandal. Adorno överförde sina aversioner mot den amerikanska kulturindustrin på Weills verk och kritiserade tonsättaren för att han anpassat sig efter denna. Även musiketablissemanget, som präglades av övertygelsen om atonalitetens högre värde, förhöll sig kallsinnigt gentemot Weills musik ända fram till 1990-talet.

## Personer
- Mrs. Ann Maurrant (sopran)
- Mr. Frank Maurrant (basbaryton)
- Willie Maurrant (gossopran)
- Rose Maurrant (sopran)
- Sam Kaplan (tenor)
- Mr. Abraham Kaplan (tenor)
- Harry Easter (hög baryton)
- Henry Davis (hög baryton)
- Lippo Fiorentino (tenor)
- Mrs. Fiorentino (sopran)
- Mr. George Jones (baryton)
- Mrs. Emma Jones (mezzosopran)
- Mr. Carl Olsen (bas)
- Mrs. Olga Olsen (alt)
- Mr. Daniel Buchanan (tenor)
- Mrs. Hildebrand (mezzosopran)
- Jennie Hildebrand (sopran)
- Två studentskor (mezzosopran, sopran)
- Två barnsköterskor (mezzosopran, sopran)
- Dick McGann (dansör med sångförmåga)
- Mae Jones (dansös med sångförmåga)

Talroller:
- Steve Sankey, Shirley Kaplan, Vincent Jones, Dr. Wilson, Officer Murphy, City Marshal Fred Cullen, Poliser, folk (kör)

## Handling
New York, på en trottoar utanför ett nedgånget hyreshus i juni, 1900-talet.
Akt I
En het sommar i storstaden. Livet utspelas på gatan. Det främsta samtalsämnet är mrs Maurrants förhållande med mjölkbudet, som också är gift. Man ser förväntansfullt fram mot att något skall ske. Efter hand händer det också saker och ting, men inte det som man har väntat sig. Den eviga trätan mellan den konservative Maurrant och den samhällskritiske demokraten Kaplan blir oväntat häftig. En fattig änka med tre barn har tur: hennes dotter får ett stipendium. Rose, Maurrants dotter, är omsvärmad av kärlekskranka beundrare. Den beläste unge Sam Kaplan vill bli jurist, men är också intresserad av sina medmänniskors själsliga problem och visar förståelse, till och med för mrs Maurrant. Rose avvisar alla som uppvaktar henne och enas med Sam om att de måste leva annorlunda än sina föräldrar. Båda bestämmer sig för att fly storstaden och börja ett nytt liv på landet.
Akt II
Den fattiga änkan vräks. Mr Maurrant ertappar sin fru tillsammans med hennes älskare och skjuter dem båda. Kvarteret blir en skandal rikare och hemsöks av sensationslystna människor och av skvallerpressen. Innan Maurrant grips och förs bort, får han tillfälle att lätta sitt goda, men slutna hjärta för dottern Rose. Rose bestämmer sig för att börja ett nytt liv ensam tillsammans med sin lillebror, Willie, för att kanske senare, när hon har mognat och blivit självständig, leva tillsammans med Sam.